# Boston-Marathon 2000
Der Boston-Marathon 2000 war die 104. Ausgabe der jährlich stattfindenden Laufveranstaltung in Boston, Vereinigte Staaten. Der Marathon fand am 17. April 2000 statt.
Bei den Männern gewann Elijah Lagat in 2:09:47 h und bei den Frauen Catherine Ndereba in 2:26:11 h.

## Ergebnisse

### Männer
| Platz | Athlet               | Land      | Zeit (h) |
| ----- | -------------------- | --------- | -------- |
| 01    | Elijah Lagat         | Kenia     | 2:09:47  |
| 02    | Gezahegne Abera      | Äthiopien | 2:09:47  |
| 03    | Moses Tanui          | Kenia     | 2:09:50  |
| 04    | Ondoro Osoro         | Kenia     | 2:10:29  |
| 05    | David Kiptum Busenei | Kenia     | 2:11:26  |
| 06    | John Kagwe           | Kenia     | 2:12:26  |
| 07    | Laban Nkete          | Südafrika | 2:12:30  |
| 08    | Joseph Chebet        | Kenia     | 2:12:39  |
| 09    | Julius Rutto         | Kenia     | 2:13:26  |
| 10    | Silvio Guerra        | Ecuador   | 2:14:18  |

### Frauen
| Platz | Athletin          | Land                | Zeit (h) |
| ----- | ----------------- | ------------------- | -------- |
| 01    | Catherine Ndereba | Kenia               | 2:26:11  |
| 02    | Irina Bogatschowa | Kirgisistan         | 2:26:27  |
| 03    | Fatuma Roba       | Äthiopien           | 2:26:27  |
| 04    | Anuța Cătună      | Rumänien            | 2:29:46  |
| 05    | Lornah Kiplagat   | Kenia               | 2:30:12  |
| 06    | Ai Dong-mei       | Volksrepublik China | 2:30:18  |
| 07    | Ornella Ferrara   | Italien             | 2:30:20  |
| 08    | Sun Yingjie       | Volksrepublik China | 2:31:22  |
| 09    | Martha Tenorio    | Ecuador             | 2:31:49  |
| 10    | Elana Meyer       | Südafrika           | 2:32:09  |